# Fejervarya verruculosa
Fejervarya verruculosa é uma espécie de anfíbio da família Ranidae.
Pode ser encontrada nos seguintes países: Indonésia e Timor-Leste.
Os seus habitats naturais são: matagal árido tropical ou subtropical, matagal húmido tropical ou subtropical, pântanos, marismas de água doce, marismas intermitentes de água doce, jardins rurais, terras irrigadas e canals e valas.